# مقبرة صور
تُعد مقبرة صُوْر (مقبرة البص) موقع تراث عالمي لبناني تابع لليونسكو. تقع في مدينة صور بجوار مخيم البص للاجئين. وتوجد المقبرة التي كانت تُشكل المدخل الرئيسي للمدينة في العصور القديمة على جانبي طريق روماني-بيزنطي واسع ينتهي بقوس نصر يرجع إلى القرن الثاني الميلادي. كما توجد أيضاً بقايا أثرية هامة أخرى في تلك المنطقة الأثرية مثل القناة المائية التي كانت تنقل المياه إلى المدينة ومضمار لسباق الخيل من القرن الثاني الميلادي.

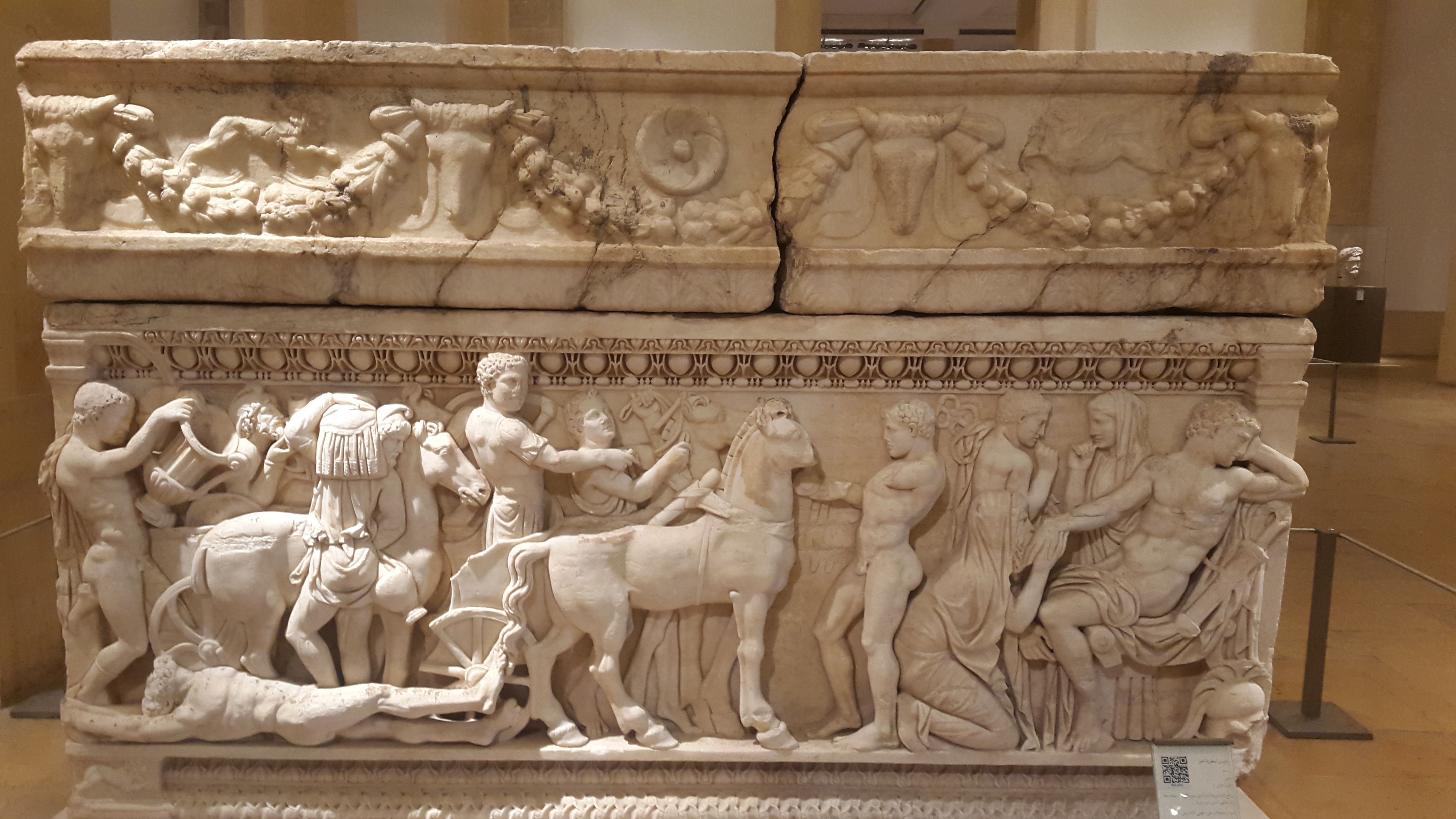
تابوت يصور أسطورة أخيل، وجدّ في صُوْر، محفوظ الآن في متحف بيروت الوطني

## المقبرة الرومانية والبيزنطية
اُكتُشِفّت المقبرة عام 1962 وتتألف من مئات من التوابيت المصنوعة من الحجر والرخام ترجع إلى العصر الروماني والبيزنطي. تحتوي العديد من هذه التوابيت
نقوش يونانية أو أسماء من دفنوا فيها أو نوع تجارتهم مثل «صانع الصباغ الأرجواني الثري». توجد توابيت أُخرى زُينّت جوانبها وأغطيتها برسومات جدارية ونقوش تصور أعمال هوميروس وآخرين غيره.
يُعد قوس النصر واحداً من أكثر آثار الموقع المثيرة للإعجاب. والذي كان قد انهار ولكنه رُمم في العصور الحديثة ويطل على الطريق الروماني المحتفظ بحالة جيدة ويضم مقبرة على جانبيه تتناثر فيها مئات الأحجار المزخرفة وتوابيت منحوتة من الرخام يرجع تاريخها من القرن الثاني إلى القرن السادس الميلادي.

## المقبرة الفينيقية
توجد مقبرة فينيقية في الجزء الشمالي للموقع ترجع إلى القرن التاسع قبل الميلاد. مُشكلّة من قبور محفورة تحتوي على جرار.

## حماية الموقع
هددت الأعمال العسكرية الموقع خلال حرب 2006 عندما قُصفّ مبنى قريب. وكشفّ تحليل لمرحلة ما بعد النزاع أجراه خبراء الحماية أن العديد من اللوحات الجدارية تعرضت لأضرار. هذا إلى جانب النقص الكبير لعمليات الصيانة في المكان، بما يشكل تهديدات خطيرة للموقع.